# وصف (لغة)
الوصف في اصطلاح أهل العربية يطلق على معان منها:
- النعت وهو تابع يدل على معنى في متبوعا مطلقا
- الوصف المشتق، مقابل الاسم، نحو ضارب ومضروب
- الصفة المعنوية وهي ما دل على ذات مبهمة باعتبار معنى غير مقصود.